# Мезопауза

Зависимость средней температуры от высоты (жёлтая линия)

Мезопа́уза — слой атмосферы, разделяющий мезосферу и термосферу. На Земле располагается на высоте 80—90 км над уровнем моря. В мезопаузе находится температурный минимум, который составляет около −100 °C. Ниже (начиная от высоты около 50 км) температура падает с высотой, выше (до высоты около 400 км) — снова растёт. Мезопауза совпадает с нижней границей области активного поглощения рентгеновского и наиболее коротковолнового ультрафиолетового излучения Солнца. На этой высоте наблюдаются серебристые облака.
Мезопауза есть не только на Земле, но и на других планетах, имеющих атмосферу.